# コンクオン県
コンクオン県（コンクオンけん、ベトナム語：Huyện Con Cuông / 縣昆光?）は、ベトナム社会主義共和国ゲアン省の県。

## 地理
コンクオン県はゲアン省西部に位置し、ヴィン市から130km、面積は1,680.2 km²、人口は78,000人（2018年）である。ラオスと61.2kmの国境線をもつ。中心となるチャーラン町の他に11の社が存在する。プーマット国立公園が存在する。人口の約7割をタイ族が占めている。

### 地勢

#### 山岳

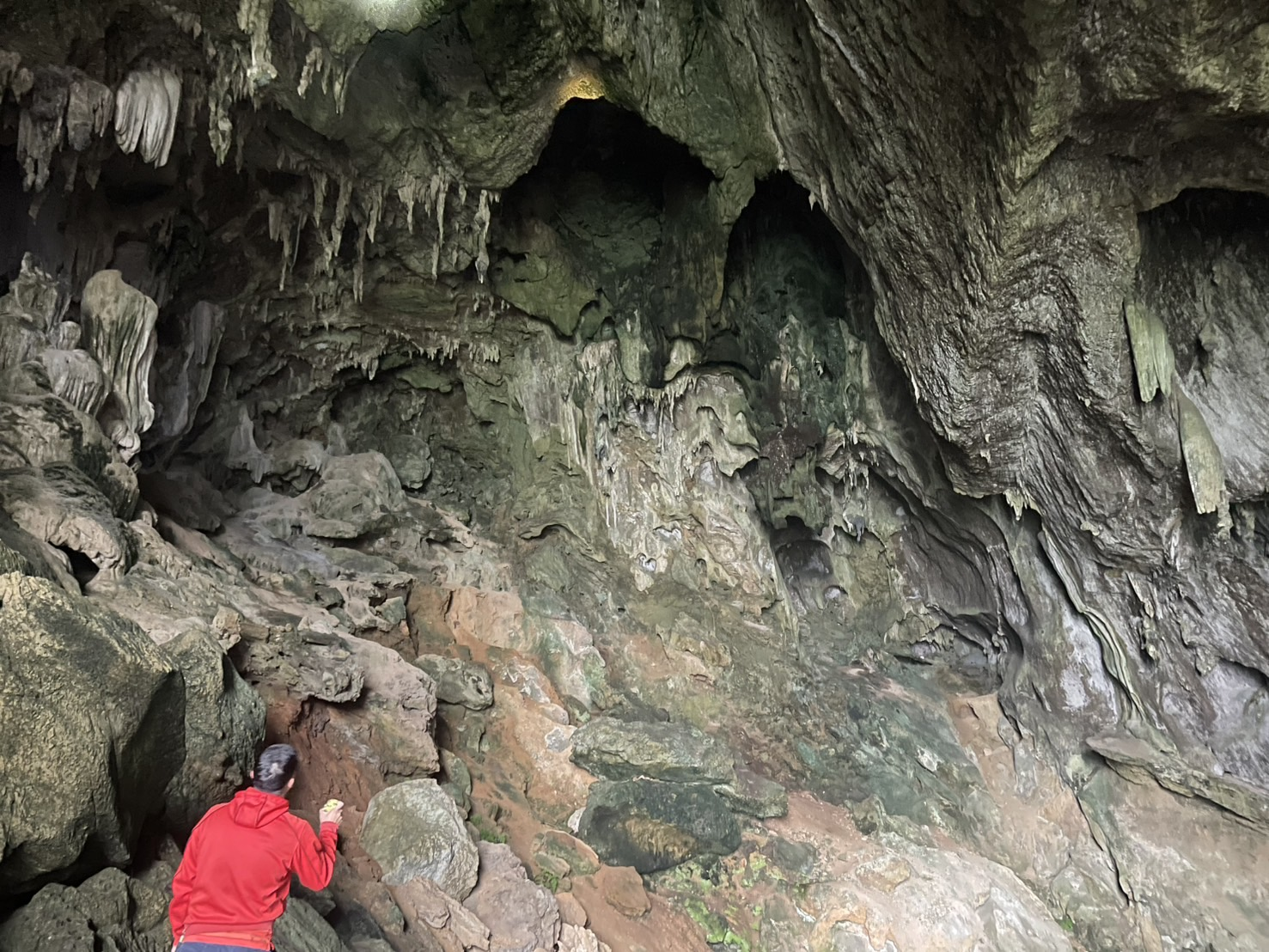
タムナムマン洞窟

コンクオン県南部は山岳地帯であり、急峻な山々や滝、多くの洞窟を形成している。石灰岩の山脈が北西から南西に走り、もっとも高い地点はプーマット（ベトナム語：Pù Mát）の1841mである。

#### 水文
コンクオン県内を流れる主な河川には、ラム川（ベトナム語：sông Lam）が挙げられる。ラム川はゲアン省とハティン省を貫流する主要な河川であり、県内では約30キロメートルにわたって流れる。そのほか、ザン川（ベトナム語：sông Giăng）、モイ川（ベトナム語：Khe Mọi）、チョアン川（ベトナム語：Khe Choăng）、トイ川（ベトナム語：Khe Thơi）などの小規模な河川も存在する。

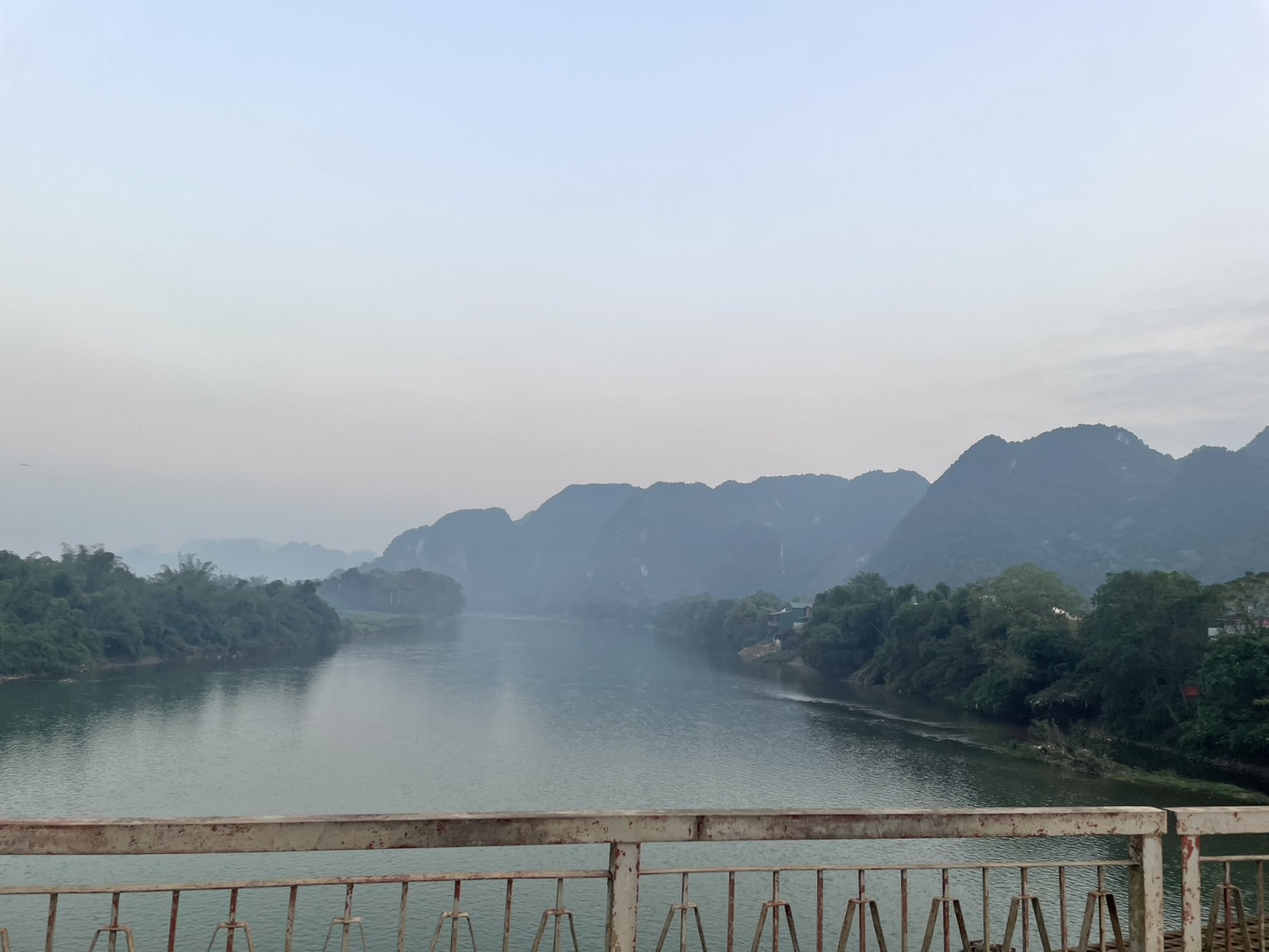
ラム川
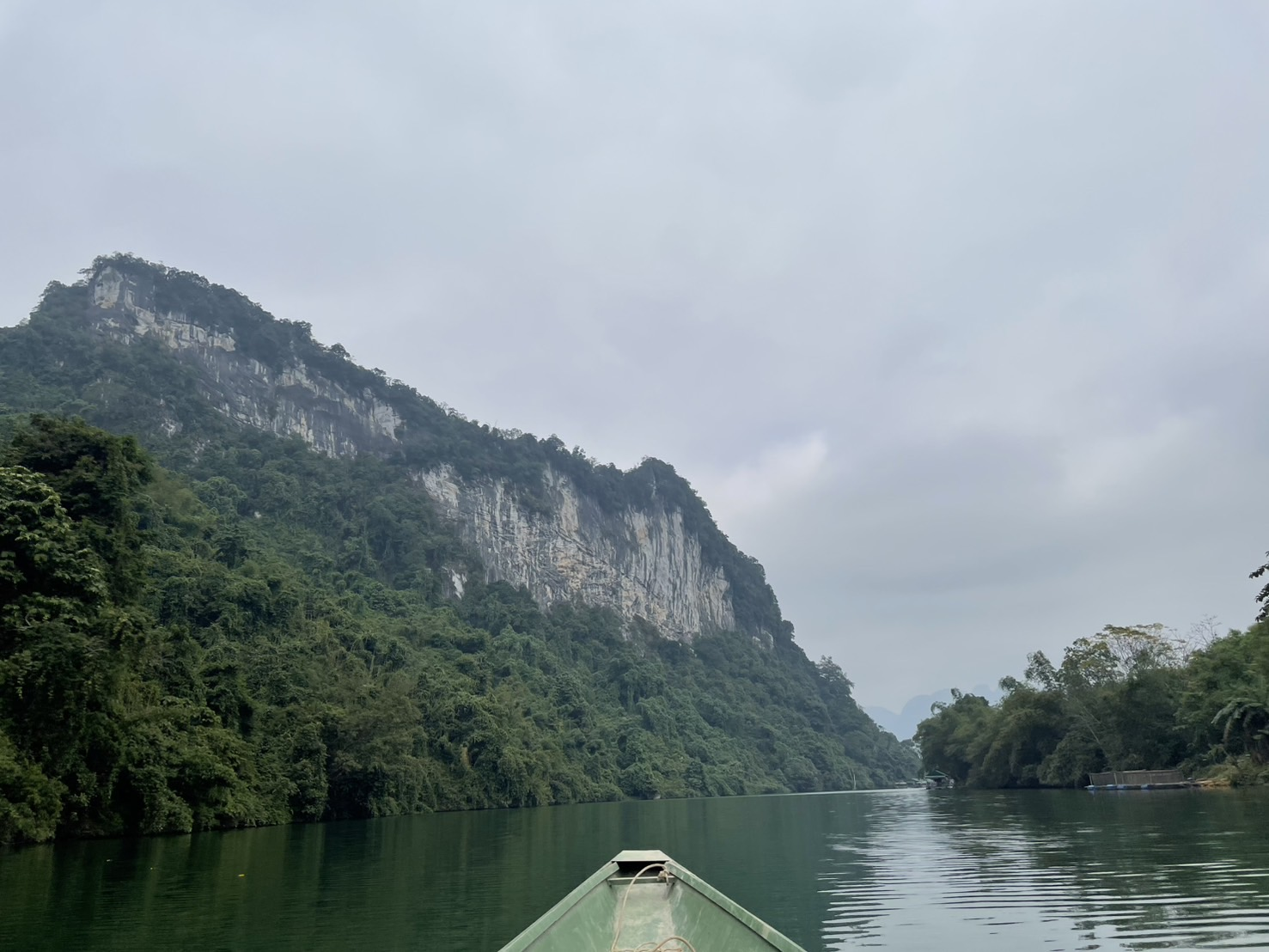
ザン川

#### その他
プーマット国立公園は、コンクオン県、アインソン県、トゥオンズオン県にまたがる国立公園であり、コンクオン県内にはその面積のうち94,000ヘクタールが含まれている。
プーマット国立公園とプーフオン自然保護区を有するゲアン省西部は、ユネスコよりゲアン西部生物圏保護区に指定されている。

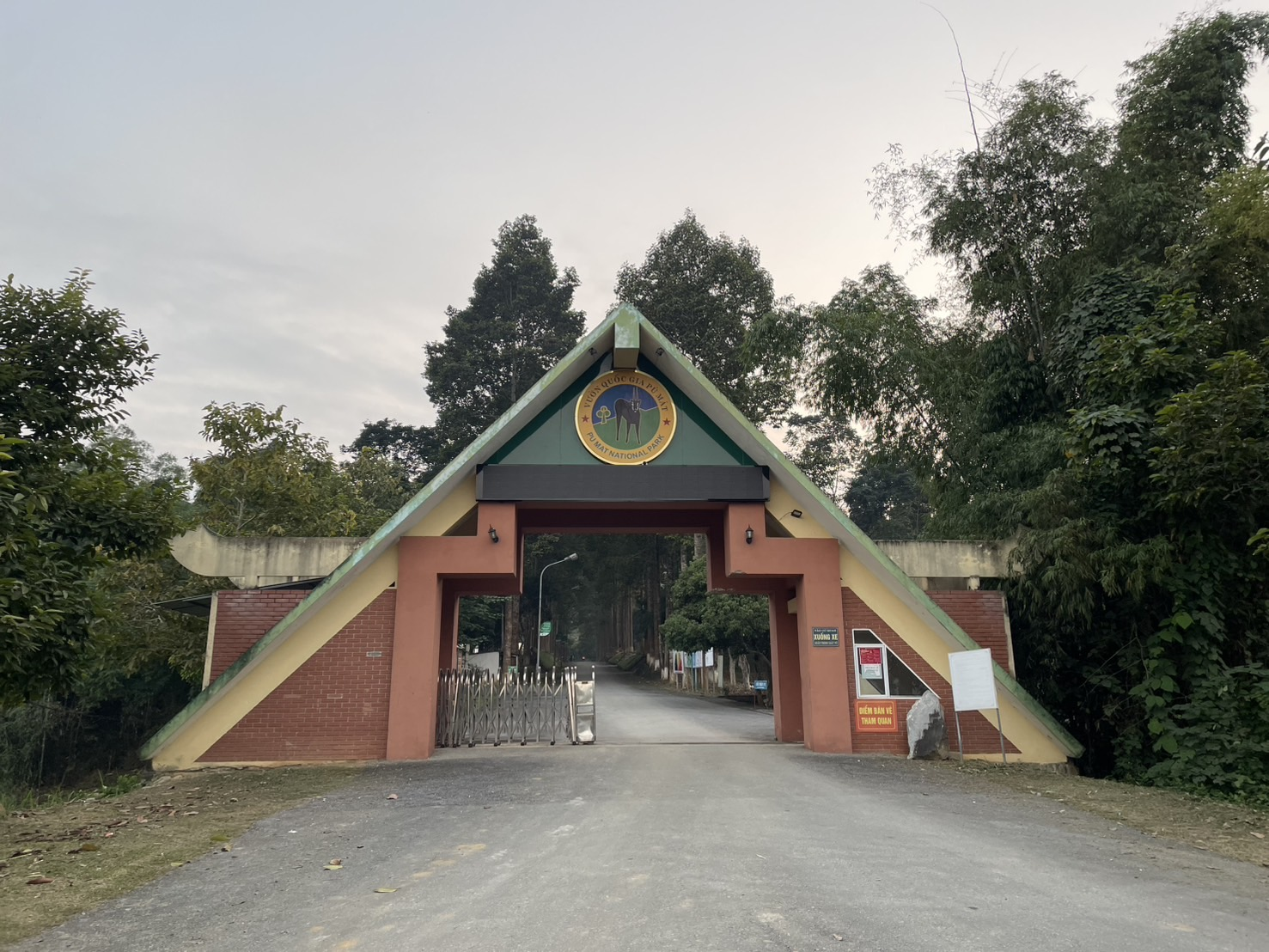
プーマット国立公園入口
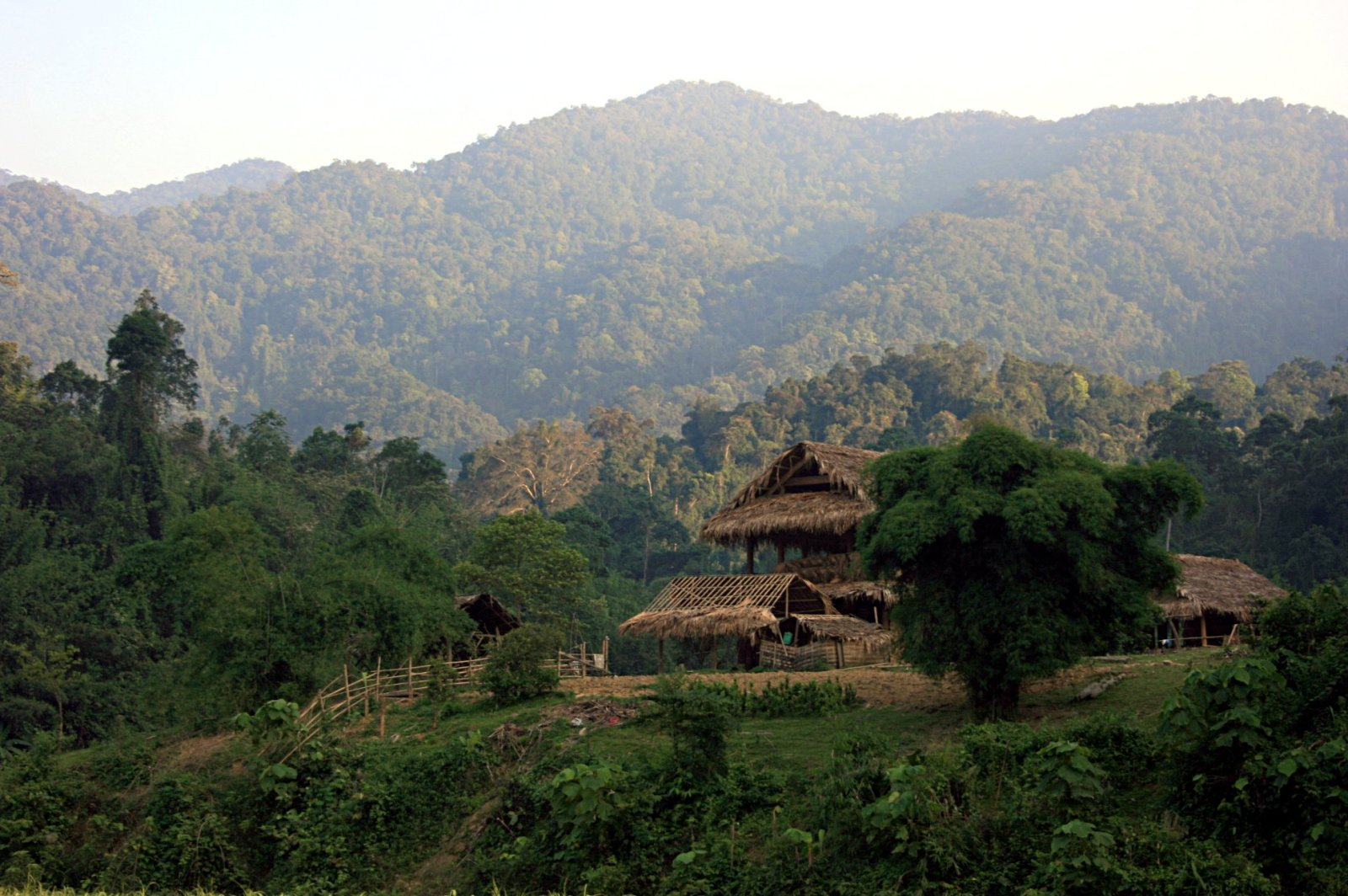
プーマット国立公園内

### 気候
夏季の平均気温は25～38度で、ラオスからの乾燥した風が吹く。雨季は5月から10月にかけて続き、この期間の年間降水量は1,500mmを超える。乾季は11月から翌年4月までで、降雨量は少なく、東北モンスーンの影響を受け、気温が0度近くまで下がることもある。
| Con Cuôngの気候                                             | Con Cuôngの気候 | Con Cuôngの気候 | Con Cuôngの気候 | Con Cuôngの気候 | Con Cuôngの気候 | Con Cuôngの気候 | Con Cuôngの気候 | Con Cuôngの気候 | Con Cuôngの気候 | Con Cuôngの気候 | Con Cuôngの気候 | Con Cuôngの気候 | Con Cuôngの気候  |
| 月                                                          | 1月             | 2月             | 3月             | 4月             | 5月             | 6月             | 7月             | 8月             | 9月             | 10月            | 11月            | 12月            | 年               |
| ----------------------------------------------------------- | --------------- | --------------- | --------------- | --------------- | --------------- | --------------- | --------------- | --------------- | --------------- | --------------- | --------------- | --------------- | ---------------- |
| 最高気温記録 °C （°F）                                      | 36.3 (97.3)     | 37.8 (100)      | 40.4 (104.7)    | 43.2 (109.8)    | 42.5 (108.5)    | 43.3 (109.9)    | 41.4 (106.5)    | 40.0 (104)      | 38.7 (101.7)    | 36.9 (98.4)     | 37.0 (98.6)     | 34.2 (93.6)     | 43.3 (109.9)     |
| 平均最高気温 °C （°F）                                      | 21.6 (70.9)     | 22.6 (72.7)     | 25.8 (78.4)     | 30.3 (86.5)     | 33.7 (92.7)     | 34.6 (94.3)     | 34.7 (94.5)     | 33.4 (92.1)     | 31.4 (88.5)     | 28.8 (83.8)     | 26.0 (78.8)     | 22.9 (73.2)     | 28.8 (83.8)      |
| 日平均気温 °C （°F）                                        | 17.6 (63.7)     | 18.7 (65.7)     | 21.3 (70.3)     | 25.0 (77)       | 27.7 (81.9)     | 28.9 (84)       | 28.8 (83.8)     | 28.0 (82.4)     | 26.6 (79.9)     | 24.4 (75.9)     | 21.5 (70.7)     | 18.4 (65.1)     | 23.9 (75)        |
| 平均最低気温 °C （°F）                                      | 15.1 (59.2)     | 16.4 (61.5)     | 18.6 (65.5)     | 21.8 (71.2)     | 24.0 (75.2)     | 25.2 (77.4)     | 25.1 (77.2)     | 24.8 (76.6)     | 23.8 (74.8)     | 21.8 (71.2)     | 18.7 (65.7)     | 15.7 (60.3)     | 20.9 (69.6)      |
| 最低気温記録 °C （°F）                                      | 2.0 (35.6)      | 6.7 (44.1)      | 5.7 (42.3)      | 12.6 (54.7)     | 16.8 (62.2)     | 19.5 (67.1)     | 21.3 (70.3)     | 20.4 (68.7)     | 16.9 (62.4)     | 12.4 (54.3)     | 7.6 (45.7)      | 2.4 (36.3)      | 2 (35.6)         |
| 降水量 mm （inch）                                          | 36.2 (1.425)    | 35.1 (1.382)    | 50.6 (1.992)    | 86.2 (3.394)    | 182.2 (7.173)   | 149.5 (5.886)   | 175.0 (6.89)    | 266.7 (10.5)    | 350.6 (13.803)  | 284.2 (11.189)  | 82.1 (3.232)    | 32.4 (1.276)    | 1,724.6 (67.898) |
| 平均降雨日数                                                | 12.4            | 12.1            | 13.1            | 12.7            | 14.1            | 11.8            | 12.2            | 15.9            | 15.9            | 14.5            | 10.9            | 8.9             | 154.5            |
| % 湿度                                                      | 88.5            | 88.7            | 87.5            | 84.9            | 81.1            | 79.2            | 78.6            | 83.5            | 86.6            | 87.8            | 86.9            | 87.0            | 85.0             |
| 平均月間日照時間                                            | 82.0            | 68.0            | 91.9            | 137.3           | 189.7           | 173.9           | 185.2           | 159.4           | 152.1           | 132.7           | 112.2           | 100.4           | 1,580.2          |
| 出典：Vietnam Institute for Building Science and Technology |                 |                 |                 |                 |                 |                 |                 |                 |                 |                 |                 |                 |                  |

### 人口
2019年時点で総人口は77,830人である。タイ族、ダンライ族、キン族、ホア族、ヌン族をはじめとする25以上の民族が生活している。うち、タイ族は2019年時点で52,803人（70.2％）を占めている。次に多いのがキン族であり2019年時点で18,059人（24%）、ダンライ族は2019年時点で3,750人（5%）となっている。

### 地域
- チャーラン町（ベトナム語：Trà Lân）[3]
- モンソン社（ベトナム語：Xã Môn Sơn）[10]
- イェンケー社（ベトナム語：Xã Yên Khê）[11]
- ルックザ社（ベトナム語：Xã Lục Dạ）[12]
- チーケー社（ベトナム語：Xã Chi Khê）[13]
- チャウケー社（ベトナム語：Xã Châu Khê）[14]
- カムラム社（ベトナム語：Xã Cam Lâm）[15]
- ランケー社（ベトナム語：Xã Lạng Khê）[16]
- ビンチュアン社（ベトナム語：Xã Bình Chuẩn）[17]
- ドンフック社（ベトナム語：Xã Đôn Phục）[18]
- マウドゥック社（ベトナム語：Xã Mậu Đức）[19]
- タックガン社（ベトナム語：Xã Thạch Ngàn）[20]

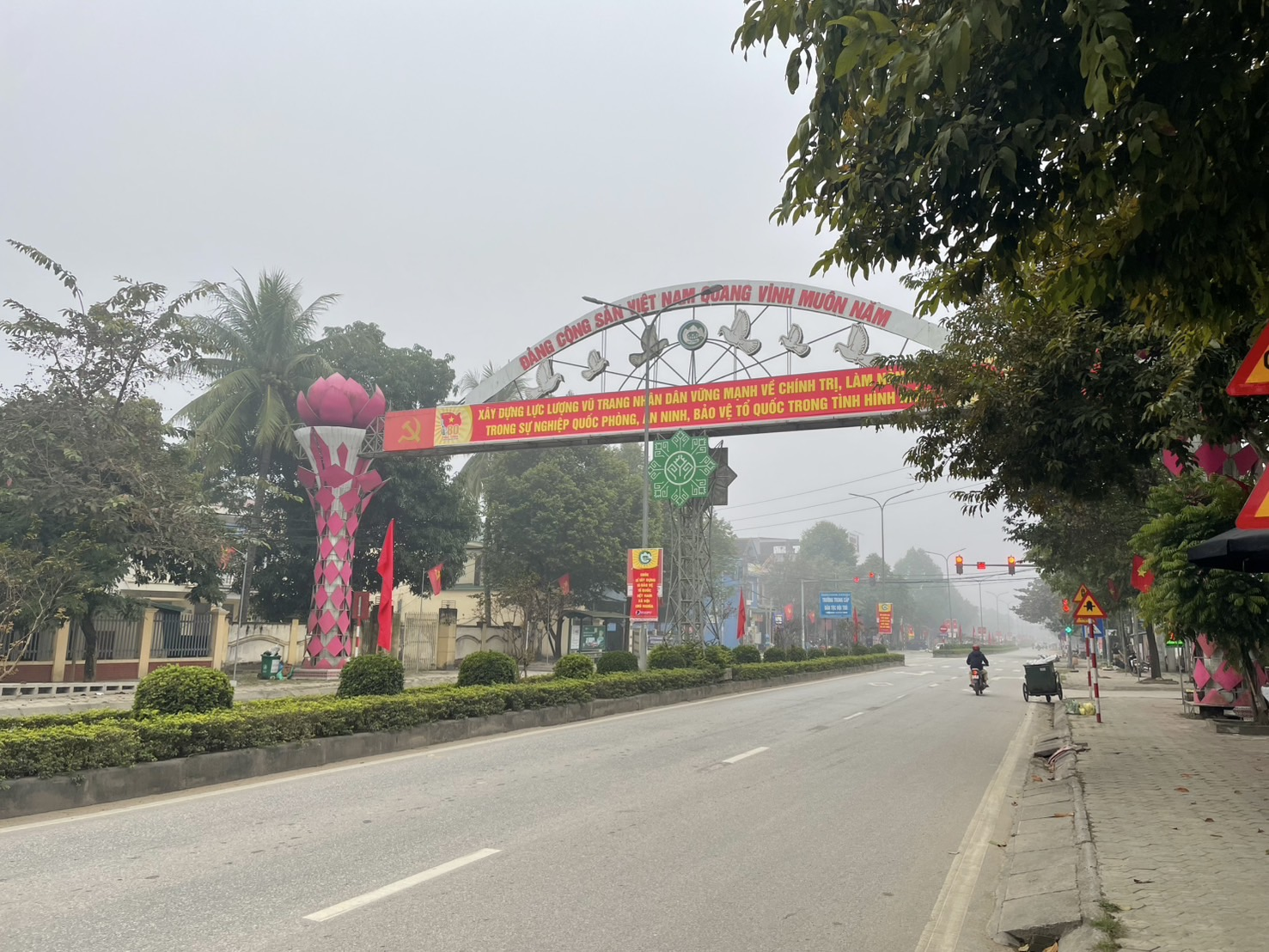
チャーラン町の国道7A
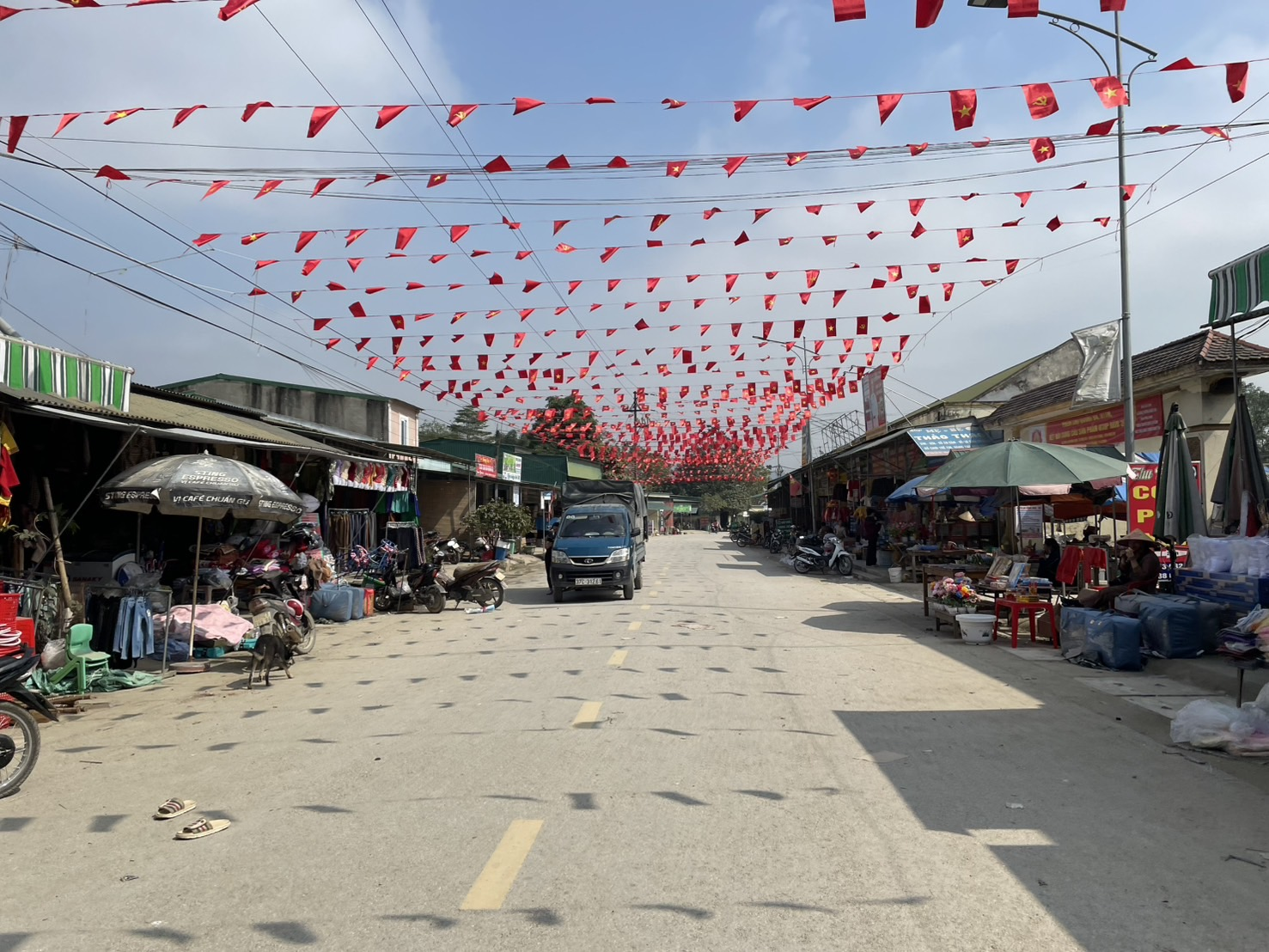
モンソン社

## 歴史

### 先史時代（～紀元前約10世紀／紀元前1千年頃まで）
チャーラン町から東に4キロメートルの位置に、ホアビン文化の特徴を示す遺跡であるタムホイ洞窟が存在する。この洞窟では、1967年と1972年に発掘調査が行われ、石器、骨、軟体動物の貝殻、人骨、埋葬品などが発見された。放射性炭素年代測定の結果、約10,000年前の遺跡であることが判明している。

### 上古時代・初期国家形成期（紀元前10世紀頃～紀元前179年）
コンクオン県は、古代ベトナムの国家である甌雒の一部であり、県内では、ドンソン文化に典型的な青銅製の銅鼓（II式）が発見されている。

### 北属期（紀元前179年～939年）
紀元前179年に甌雒（Âu Lạc）が南越に併合されると、コンクオン県を含むゲアン省は九真郡に属することとなる。

### 自主時代（939年～19世紀中頃）
李朝、陳朝時代には、コンクオン県を含むゲアン省は首都から遠く離れた辺境の地と見なされていた。しかし、リー・ニャット・クアンがゲアン省の知州に任命されると、コンクオン県内では土地の開墾、村落の設立、交通網の整備などが進められた。
15世紀に明朝がベトナムへ侵攻した第四次北属期（1407年～1427年）には、国名を交趾郡と改称するとともに、ゲアン省を含む周辺地域をTrà Long（茶隆）、Trà Thanh（茶清）へと改めた。
コンクオン県ボンケー社に明側へ協力的だった将軍・カムバンが守備するチャーラン要塞が築かれていた。しかし、黎利が指導する藍山蜂起軍に包囲され、最終的にカムバンは降伏を余儀なくされた。また、明軍はクアロ渓谷（ベトナム語：Cửa Rọ）付近にも拠点を設けていたが、黎利は明軍の動向を察知して待ち伏せ攻撃を行い、勝利を収めたとの伝承が残されている。
黎利が明軍を追い払い後黎朝を樹立すると、この地はチャーラン（茶隣府）と呼ばれるようになる。

### フランス植民地期（1858年～1945年）
1930年代初頭、フランス植民地当局はゲティン・ソヴィエト運動を徹底的に弾圧し、ゲアン省の革命勢力は厳しい状況に置かれていた。これに対して中部党委員会（ベトナム語：Xứ ủy Trung Kỳ）は、山間部に活動拠点を拡大する方針を打ち出し、レ・スアン・ダオ（Lê Xuân Đào）やグエン・フー・ビン（Nguyễn Hữu Bình）らをコンクオン県に派遣し、現地の若い知識層を組織し、地主に対抗する住民蜂起を支援した。
1931年3月、蜂起は一定の成果を収め、同年4月中旬にヴィ・ヴァン・カン邸で正式にモンソン支部（Chi bộ Môn Sơn）が結成され、ヴィ・ヴァン・カン（Vi Văn Khang）が初代書記に就任した。
この支部は、農民組織（ベトナム語：Nông hội đỏ）や自衛組織（ベトナム語：Tự vệ đỏ）を設立し、フランス植民地政権や封建的支配層に対抗するための住民の団結を促進した。1930年代には弾圧が激化し、一時的に運動が停滞したものの、地下活動を継続して周辺地域にも影響を広げた。1945年、ベトナム八月革命期には、支部の呼びかけで多くの住民が蜂起し、有力者や官吏から食糧や物資を没収して貧困層に分配するなど、革命運動を大きく後押しした。

### 近現代（1945年～現在）
2024年12月1日以降、旧コンクオン町および旧ボンケー社全域、さらにチーケー社の一部が合併され、新たにチャーラン町（Thị trấn Trà Lân）が設置された。再編により誕生した同町は、総面積約33.80km²、人口13,704人（2024年時点）を擁する。

## 経済
農林業（稲作、トウモロコシ、キャッサバ、林業など）が主産業だが、近年は木材や農産物の加工施設の誘致、地方創生の一環として製造業の基盤強化や観光促進を図っている。

### 農業・林業
コンクオン県内の94.46%は農林面積となっている。主に、米、トウモロコシ、キャッサバが大部分を占めるが、茶、オレンジ、サトウキビなどの工業作物も生産されている。近年では薬草も盛んに栽培されている。

### 製造業
近年は県政府からの投資承認や企業誘致によって、製造業の活性化の取り組みが行われている。2024年初頭には、ゲアン省人民委員会によって、県内に広がる約12,000haのアカシア林資源を利用する林産物加工区と地域のインフラ整備を推進する建材加工区プロジェクトが承認された。
縫製工場では2024年10月時点で、約1,000人の労働者が雇用されており、県内の雇用拡大に貢献しているとされる。

### 観光業
プーマット国立公園やケケム滝などの景勝地と多様な少数民族文化を有し、2012年頃からのエコツーリズムやコミュニティツーリズムの推進により、国内外の観光客を年間30～40万人程度受け入れている。
県内にはタイ族をはじめとする少数民族コミュニティが多くあり、伝統的な織物、竹や籐の工芸品、葉酵母を使った地酒（ルオウ・カン、もち米ワイン）など、独自の文化が残されている。それらの文化資源を活用し、イエンケー社のヌア村（Bản Nưa）、チャーラン町のケザン村（Bản Khe Rạn）、モンソン社のシエン村（Bản Xieng）では、伝統的なタイ料理体験や高床建物での宿泊、ザン川でのボート体験、ブロケード織り体験、文化交流などを組み合わせた商品を提供している。

### 伝統産業
ブロケード織り（ベトナム語：Thổ cẩm）
主にタイ族の女性が、手織りの織機を使って華やかな色彩や幾何学的模様を織り上げる伝統工芸であり、衣類やスカーフ、装飾用の布など多様な製品に加工されている。

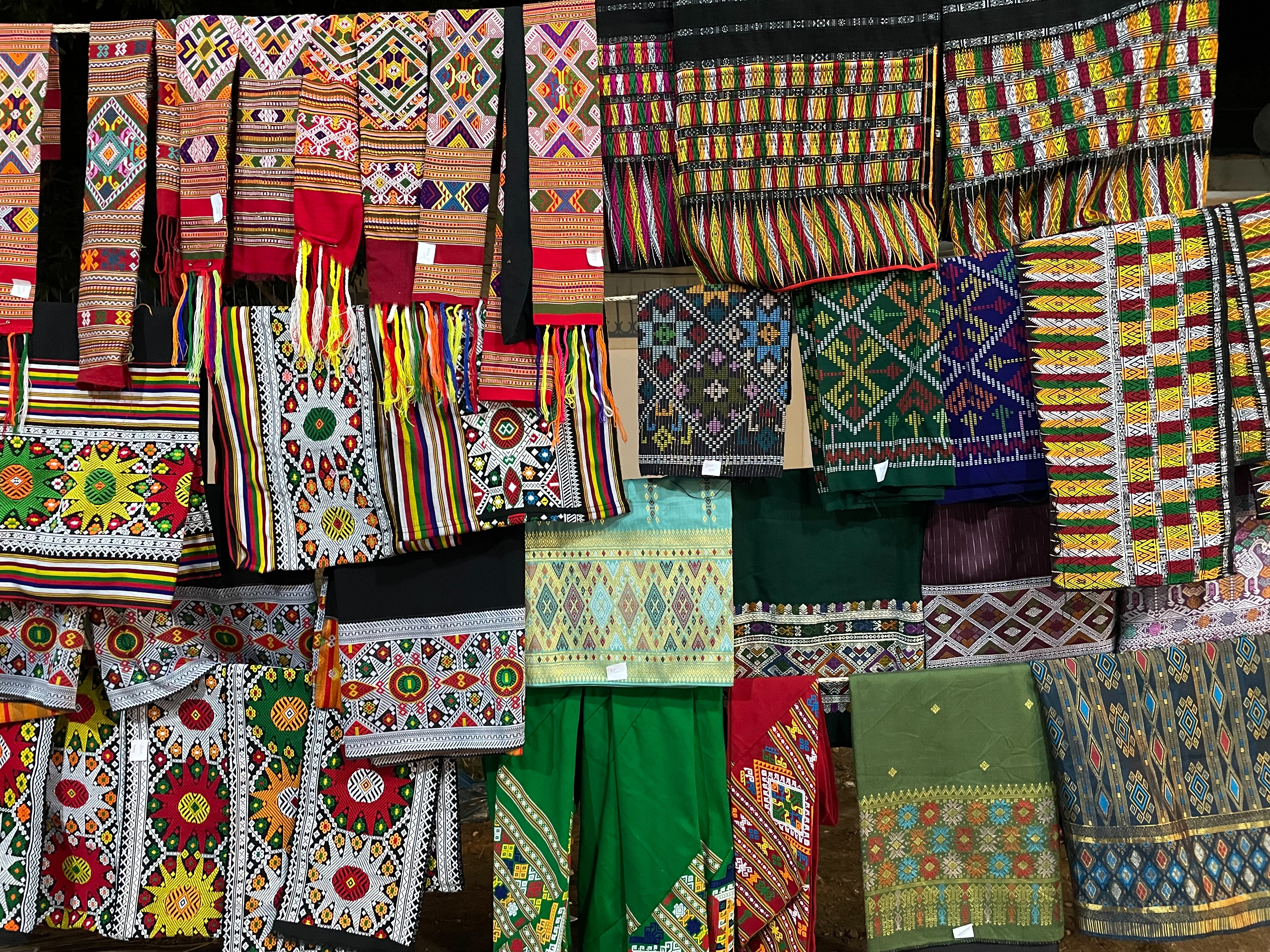
タイ族のブロケード織り
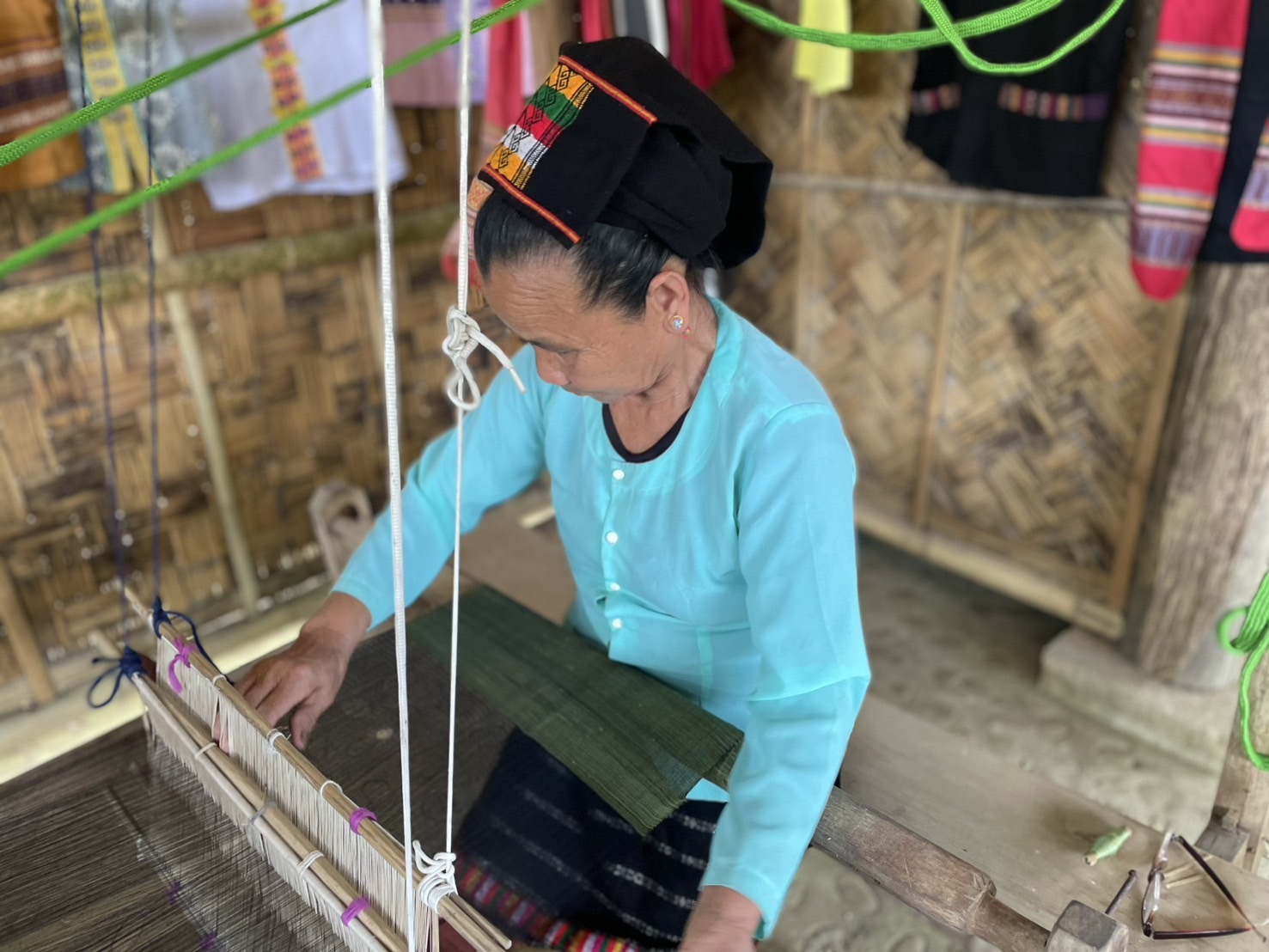
機織りの様子

竹・籐（ラタン）製品の手工芸
森林資源が豊富なコンクオン県では、竹や籐を使った竹カゴ、籐細工の収納品・雑貨、装飾品の製作が行われてきた。

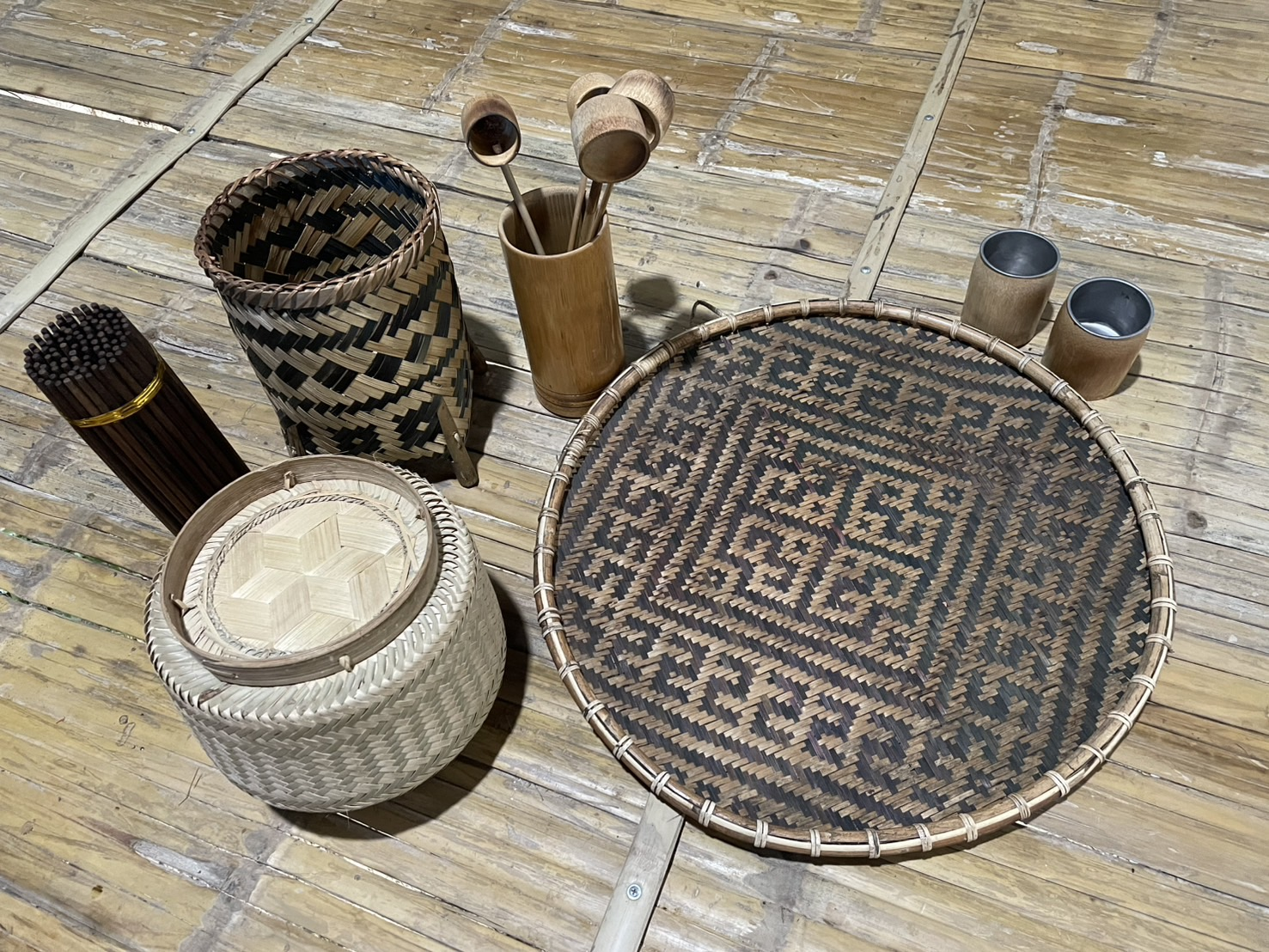
竹の工芸品
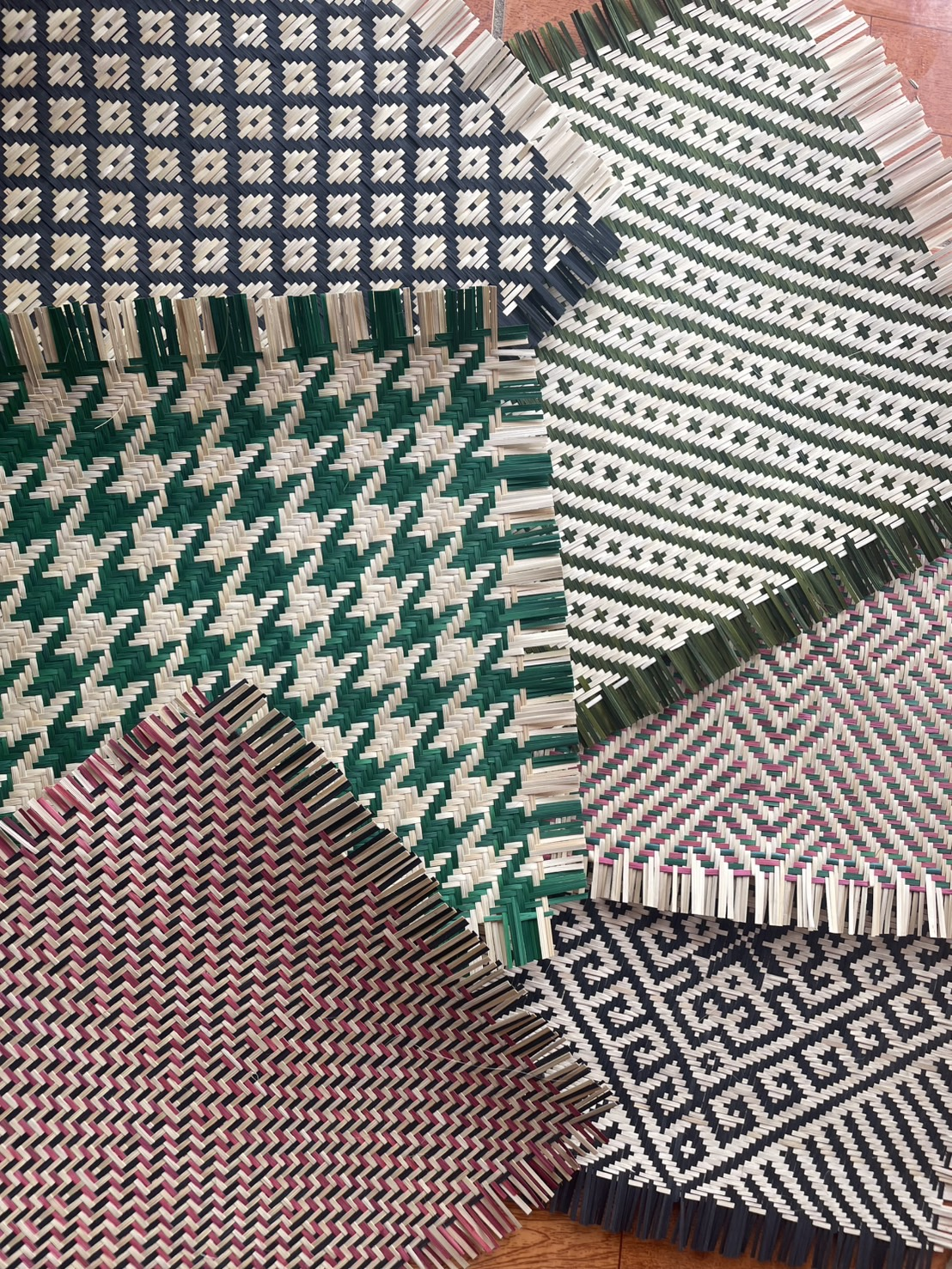
竹の織物
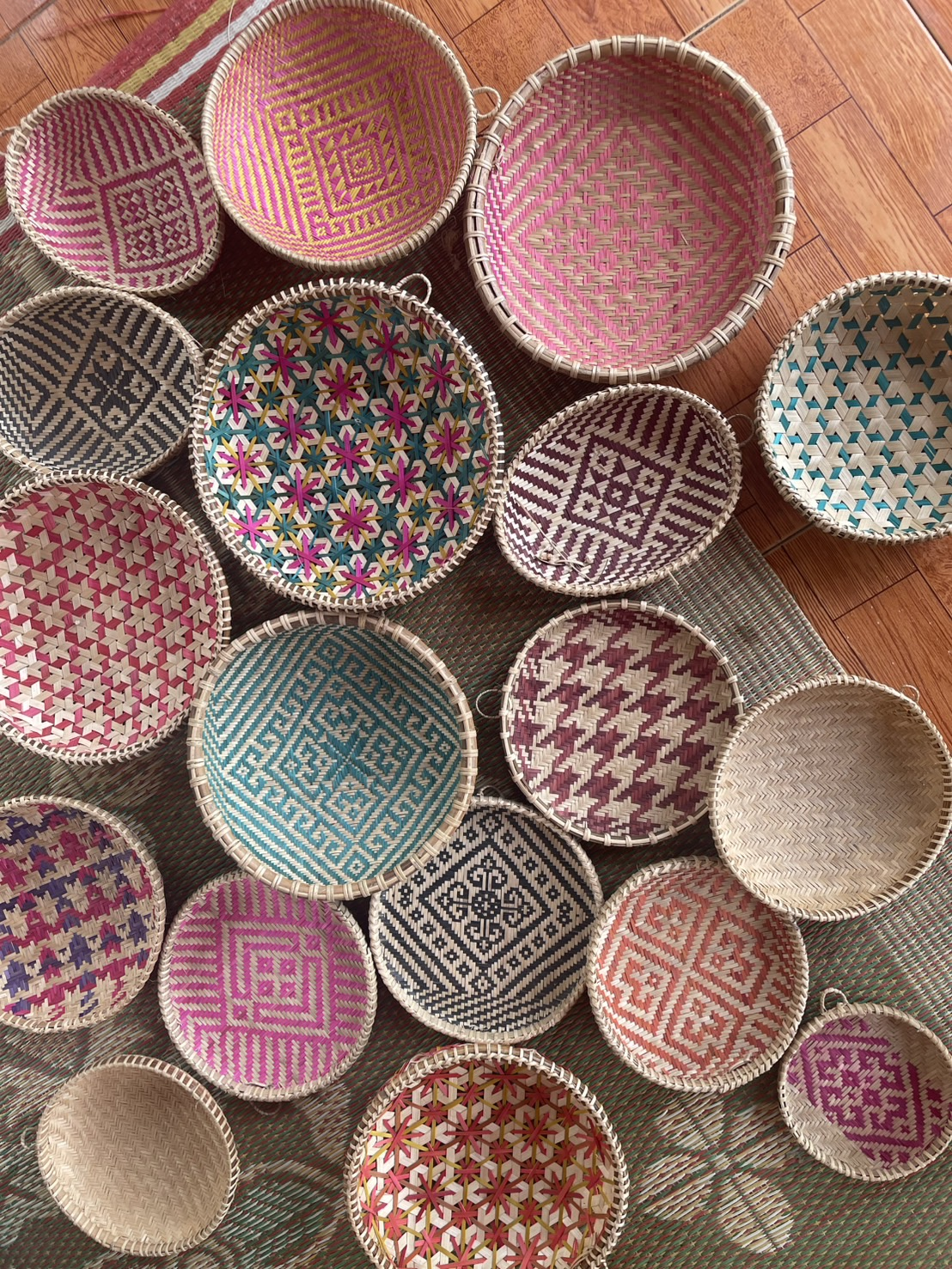
竹籠

伝統酒
タイ族などが古来より受け継ぐ発酵技術で作られる地酒であり、もち米を発酵させたルオウ・カンや葉酵母を使ったメンラー酒（ベトナム語：Rượu men lá）などがある。

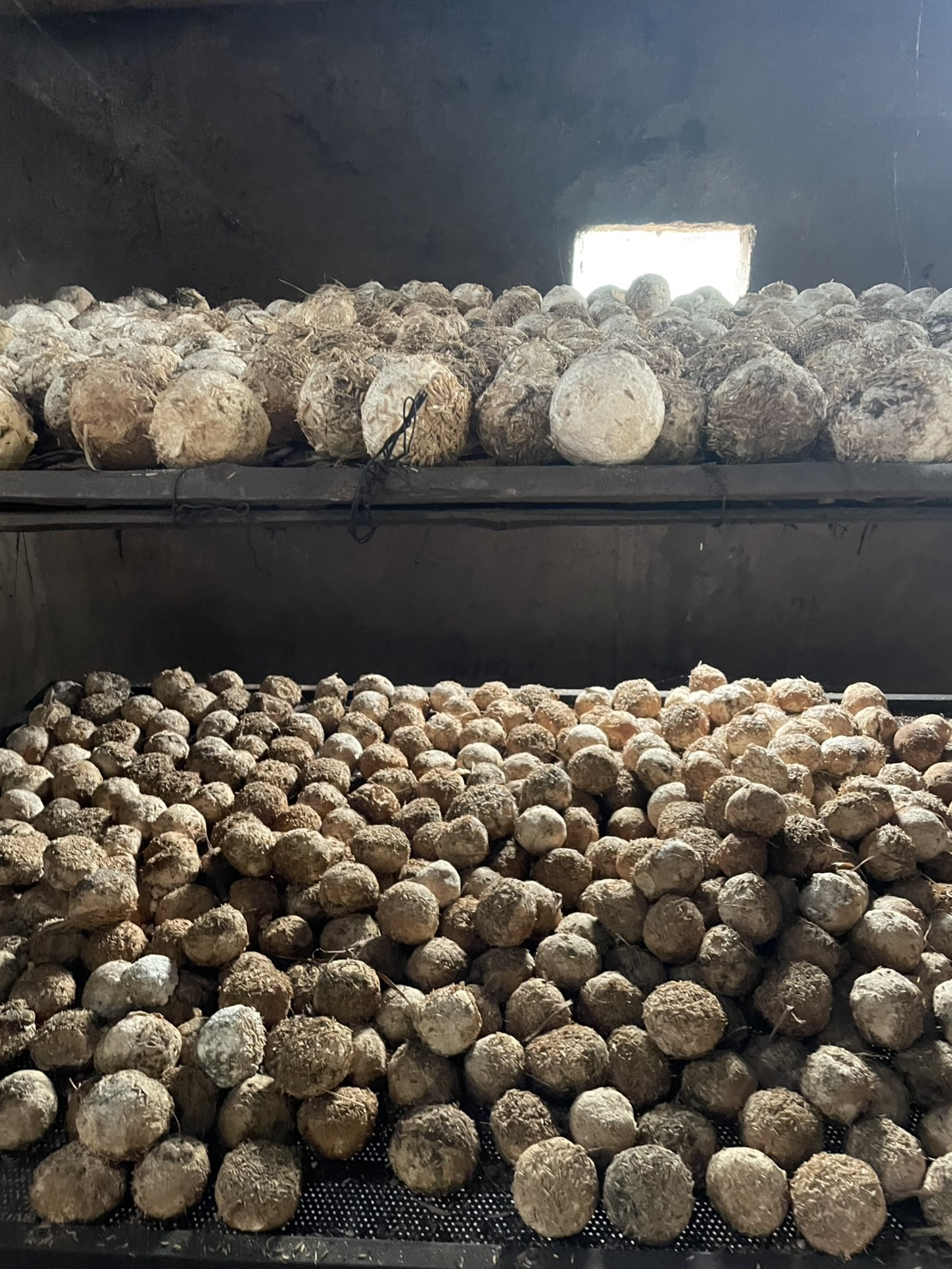
葉酵母菌団子（メンラー酒に使用される）
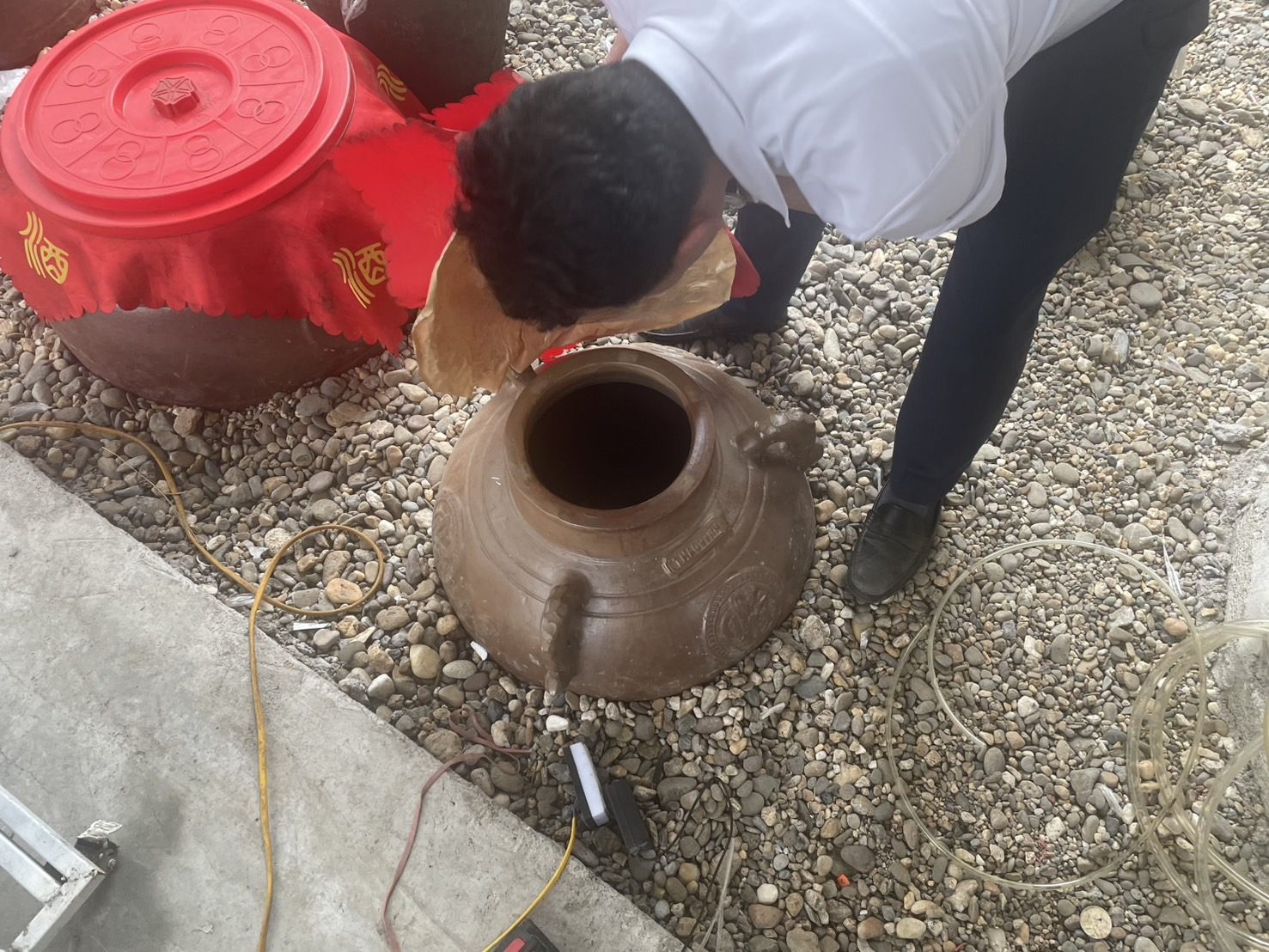
地中でのメンラー酒の熟成
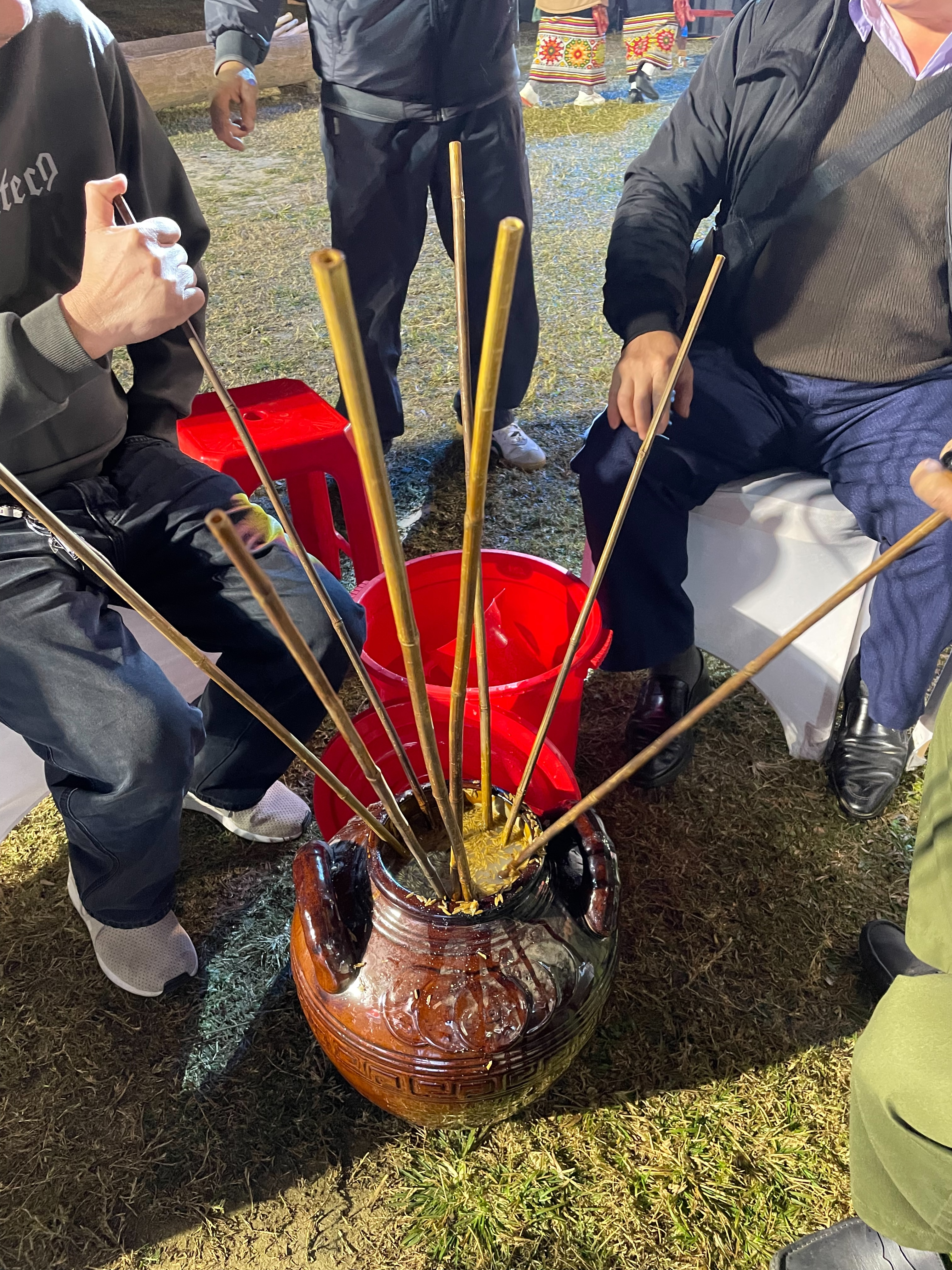
ルオウ・カン

## 行政
2025年1月16日現在、人民委員会委員長にロー・ヴァン・タオ（ベトナム語：Lô Văn Thao）、人民評議会議長にルオンディンベトナム（ベトナム語：Lương Đình Việt）、地区党委員会書記にグエン・ホアイ・アン（ベトナム語：Nguyễn Hoài An）が選出されている。

## 教育

### 専門学校
- コンクオン職業・継続教育センター（ベトナム語：Trung tâm Giáo dục nghề nghiệp - Giáo dục thường xuyên Con Cuông）

### 高校
- コンクオン高校（ベトナム語：Trường THPT Con Cuông）[35]
- ムオンクア高校（ベトナム語：Trường THPT Mường Quạ）[36]

### 中学校
- ボンケー中学校（ベトナム語：Trường THCS Bồng Khê）
- モンソン中学校（ベトナム語：Trường THCS Môn Sơn）
- コンクオン地区少数民族中等学校（ベトナム語：rường Phổ thông DTNT THCS huyện Con cuông）[37]

### 小学校
- ボンケー小学校（ベトナム語：Trường Tiểu học Bồng Khê）
- チーケー小学校（ベトナム語：Trường Tiểu học Chi Khê）

### 幼稚園
- ボンケー幼稚園（ベトナム語：Trường Mầm non Bồng Khê）
- チーケー幼稚園（ベトナム語：Trường Mầm non Chi Khê）

## 医療

### 総合病院
- 南西ゲアン総合病院（ベトナム語：đa khoa khu vực Tây Nam Nghệ An）

グレードⅡに分類される公的医療機関。病床数は385床、17の診療科目をもつ。

### 医療センター
- コンクオン県医療センター（ベトナム語：Trung tâm Y tế huyện Con Cuông）[39]

### 保健センター
- Trạm Y Tế Xã Bồng Khê
- Trạm Y Tế Xã Chi Khê

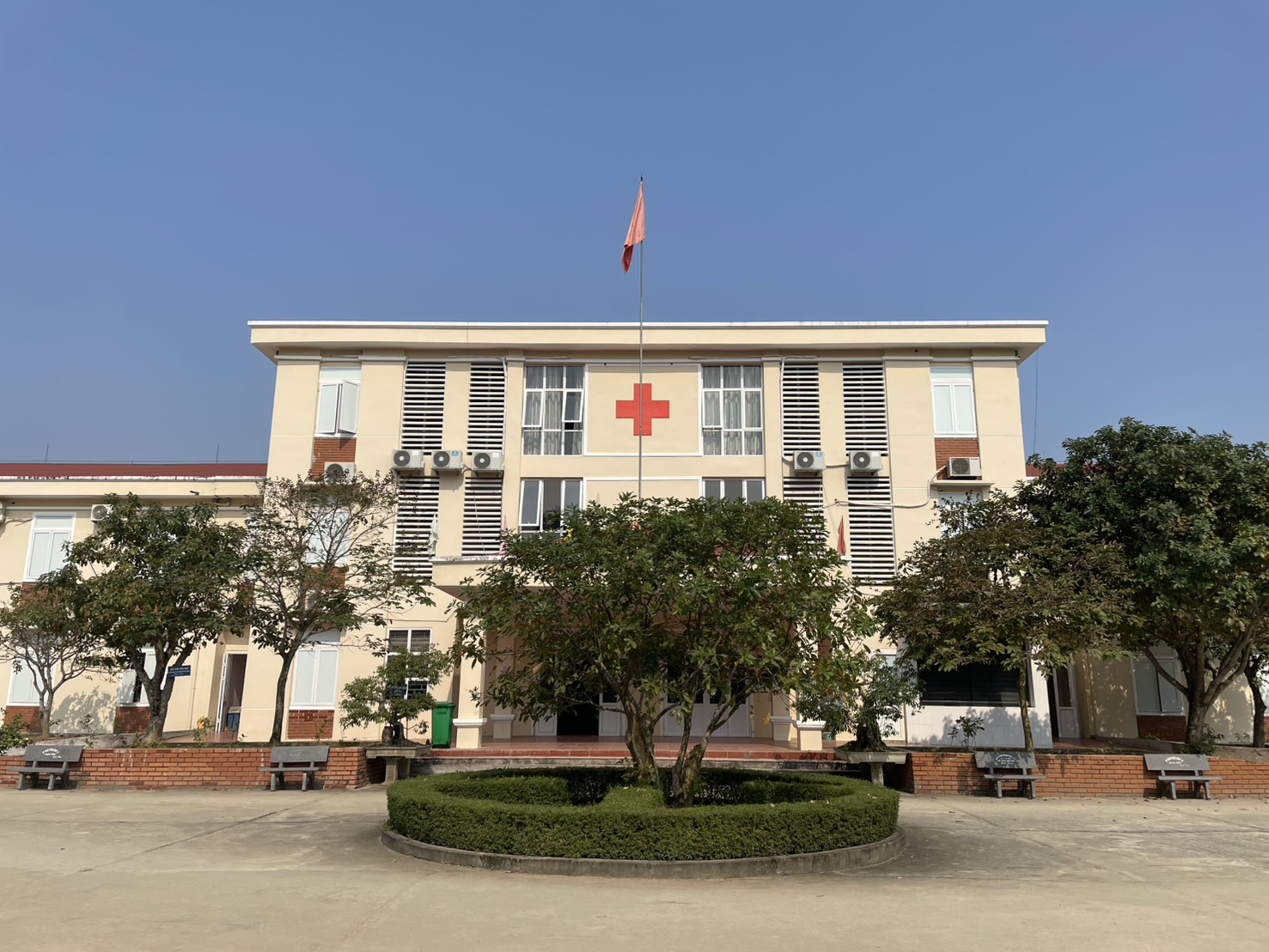
南西ゲアン総合病院

## 名所・旧跡

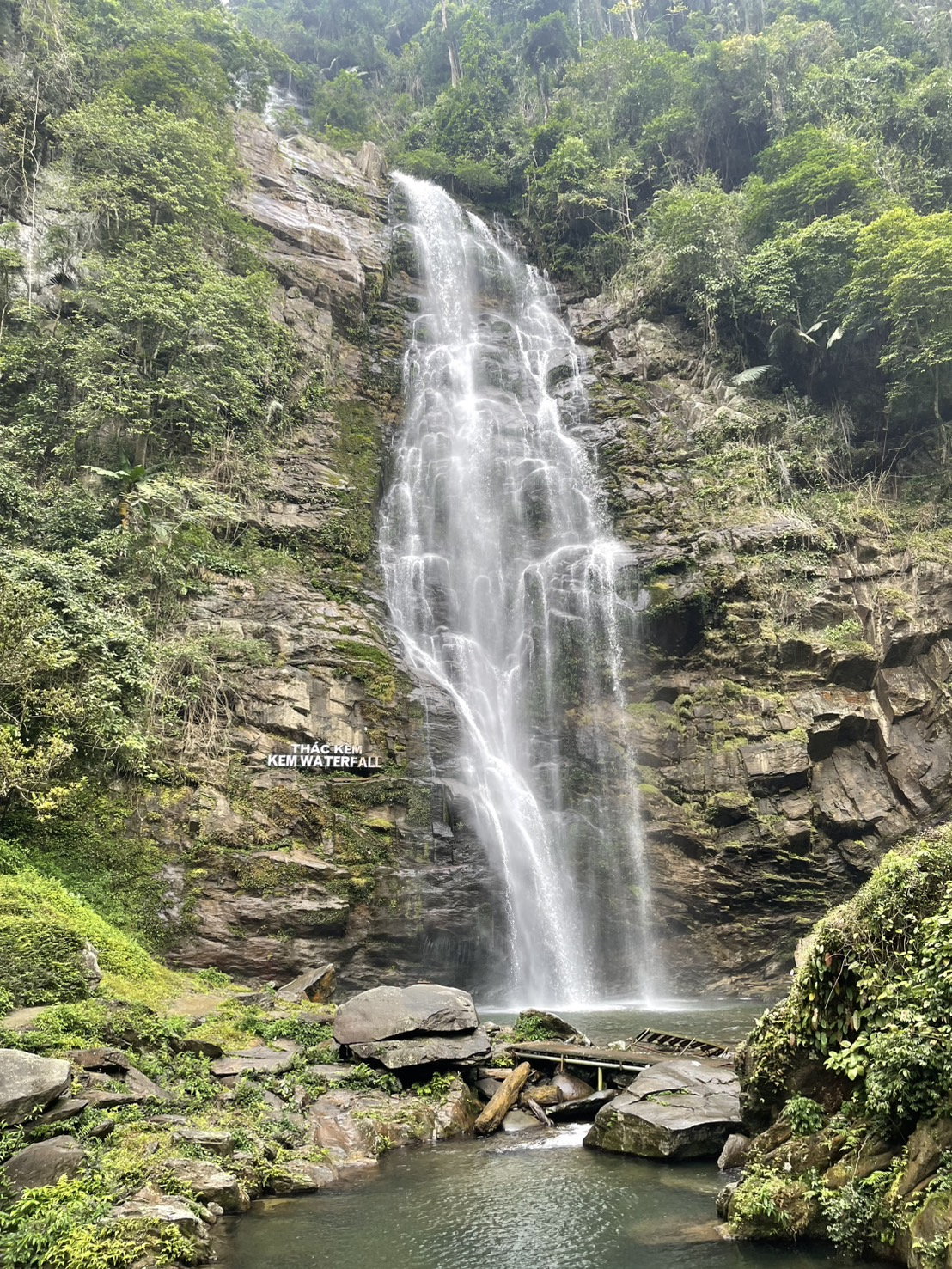
ケケム滝（ベトナム語：Thắc Khe Kèm）
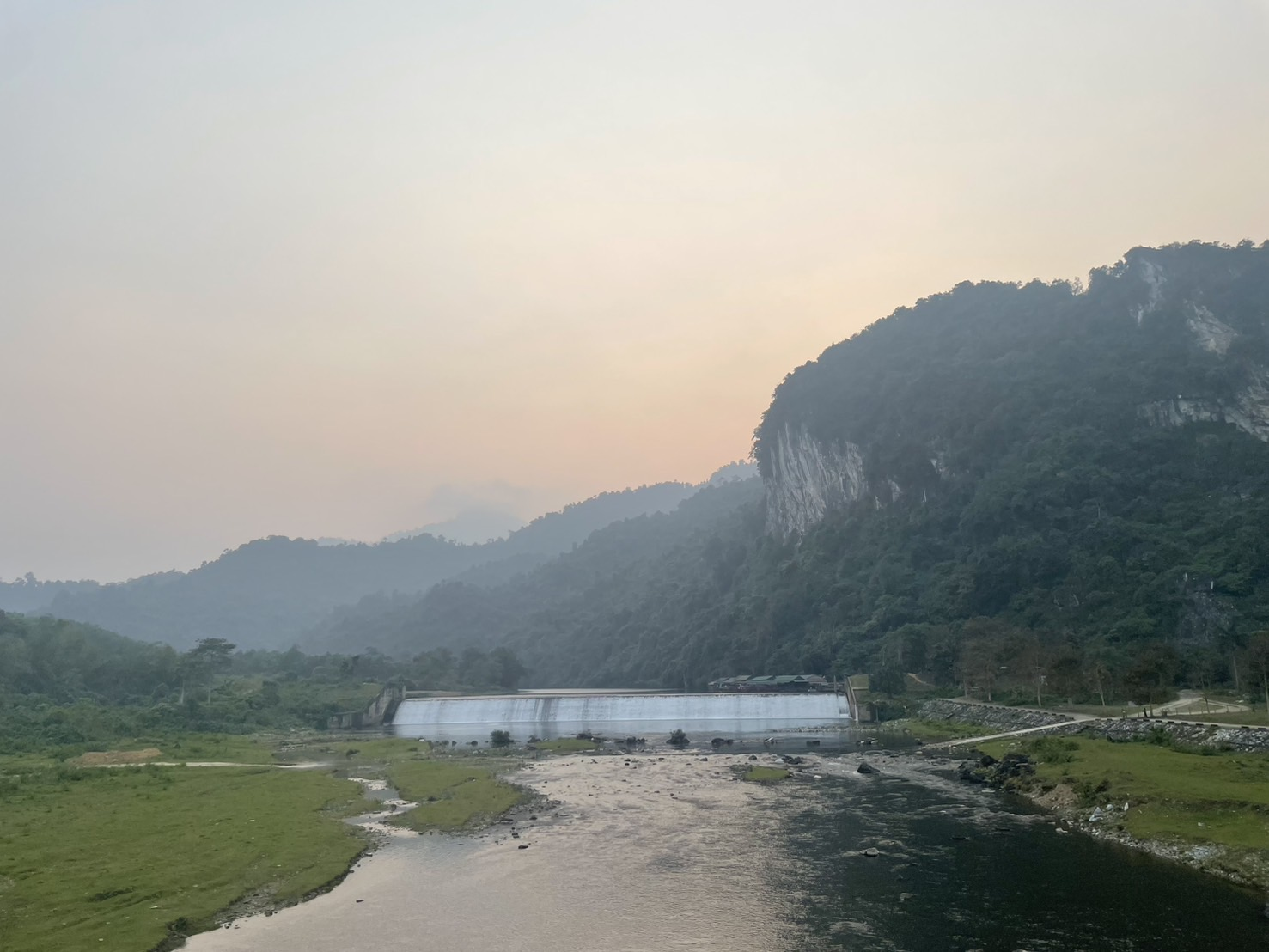
ファーライダム
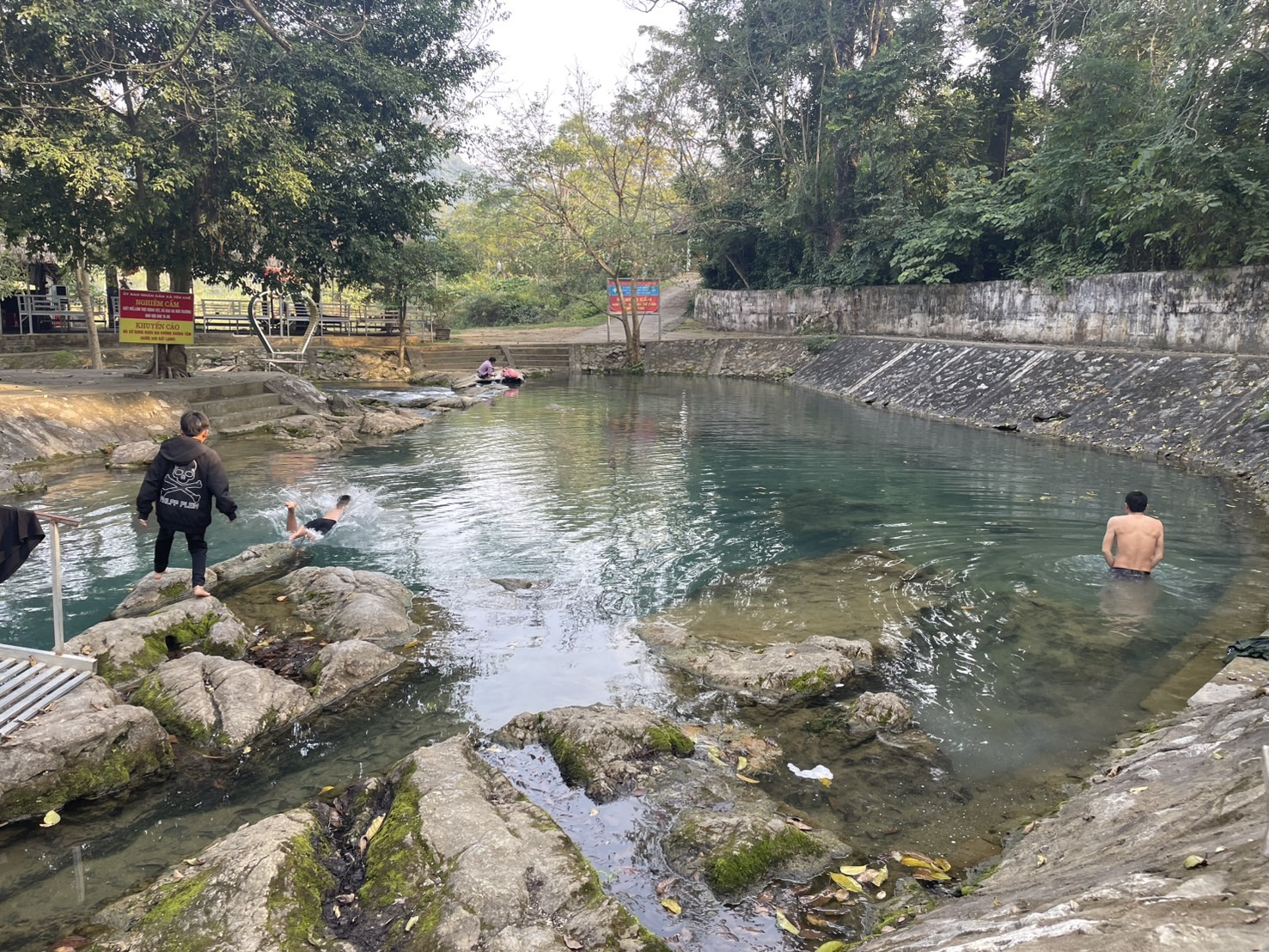
モックの泉
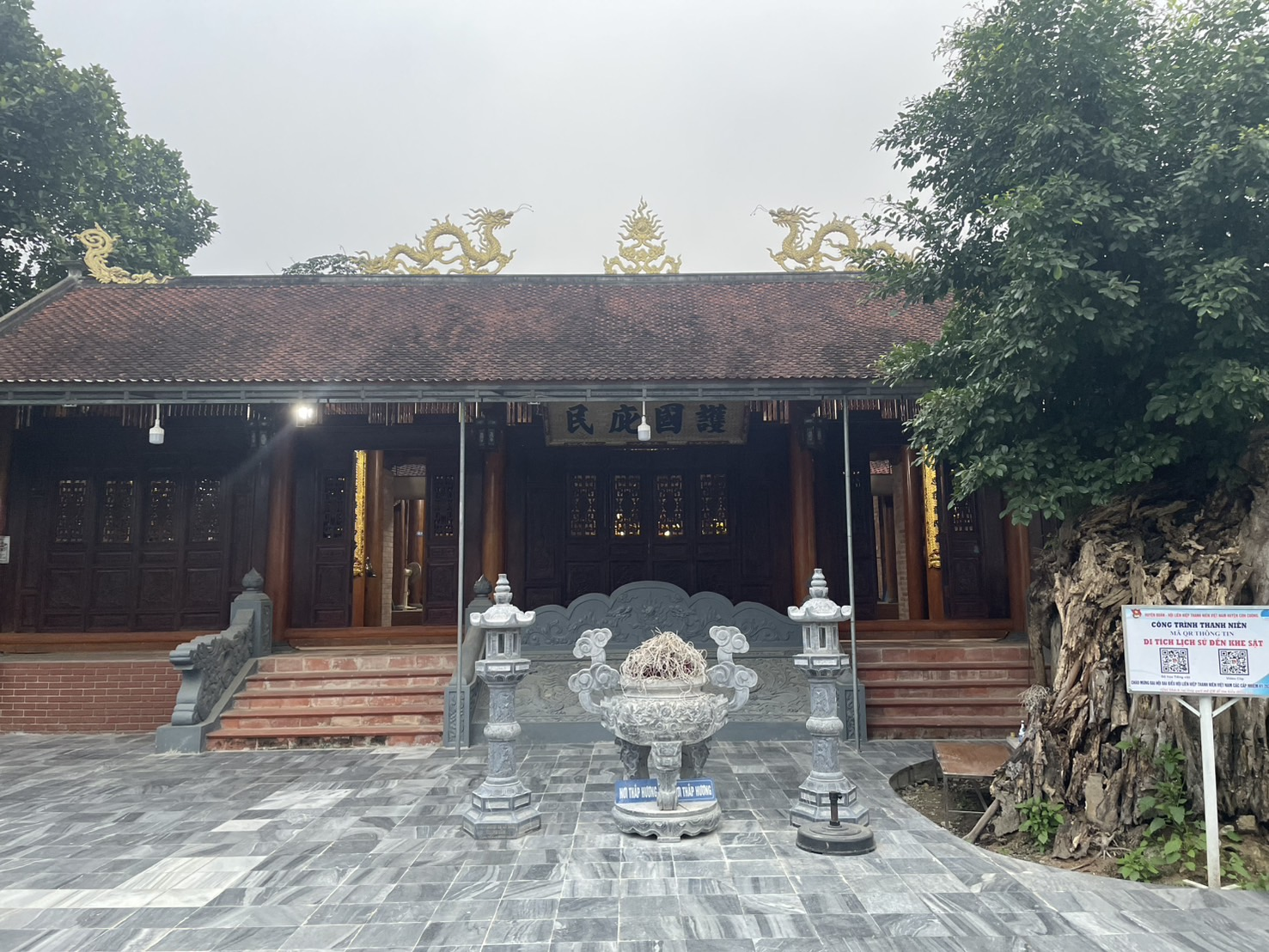
ケサット寺
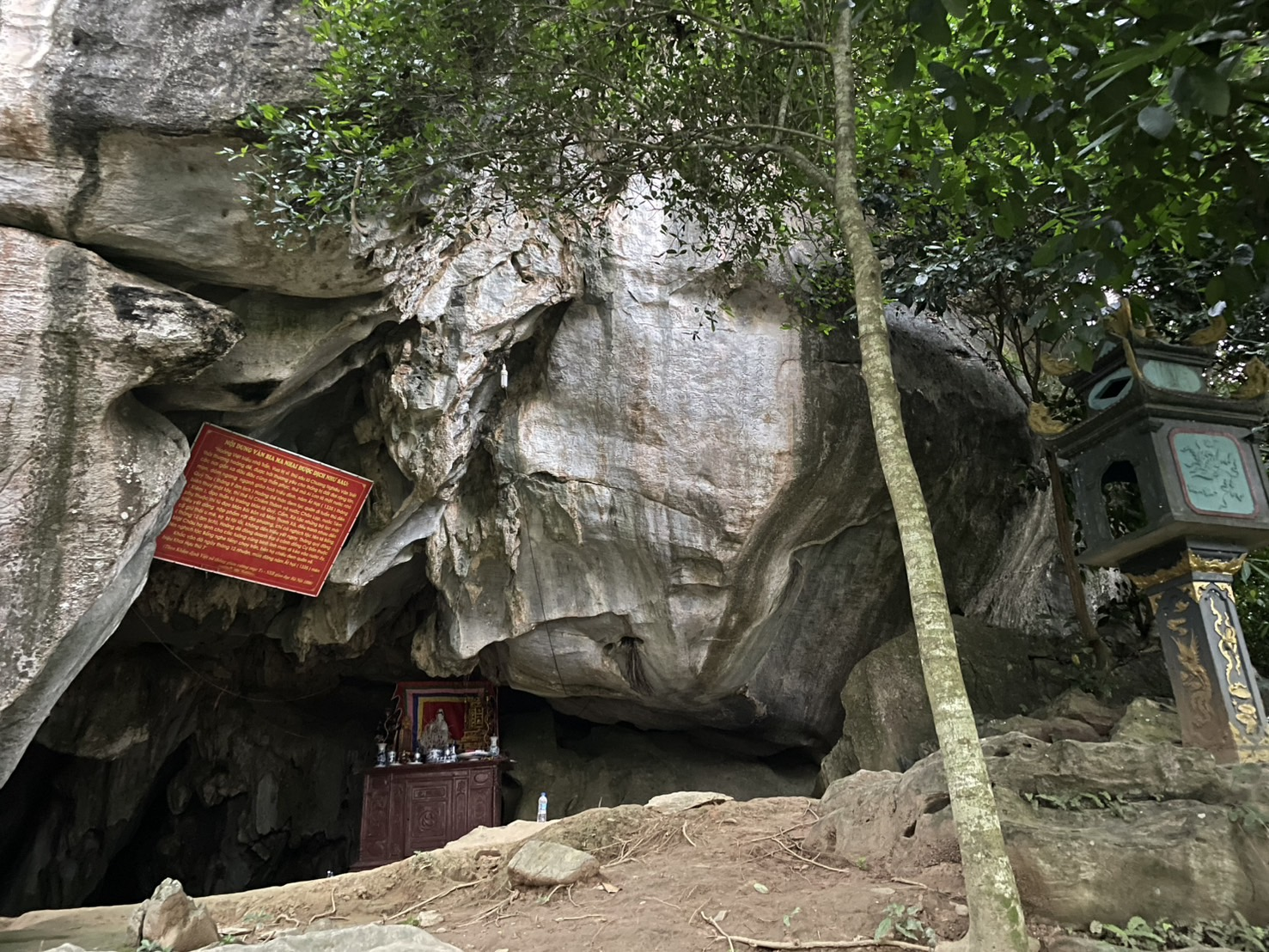
マニャイ功績記念碑
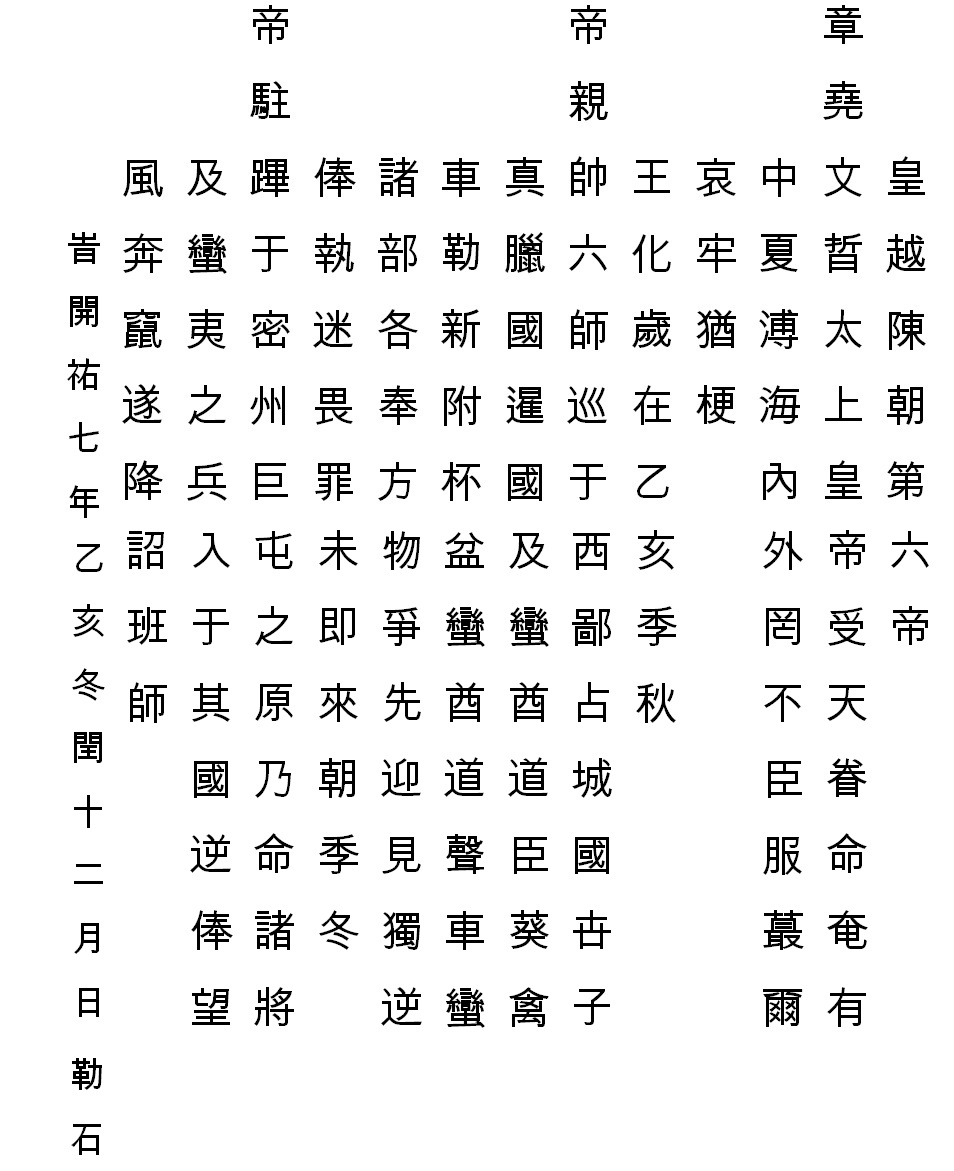
マニャイ功績記念碑の碑文
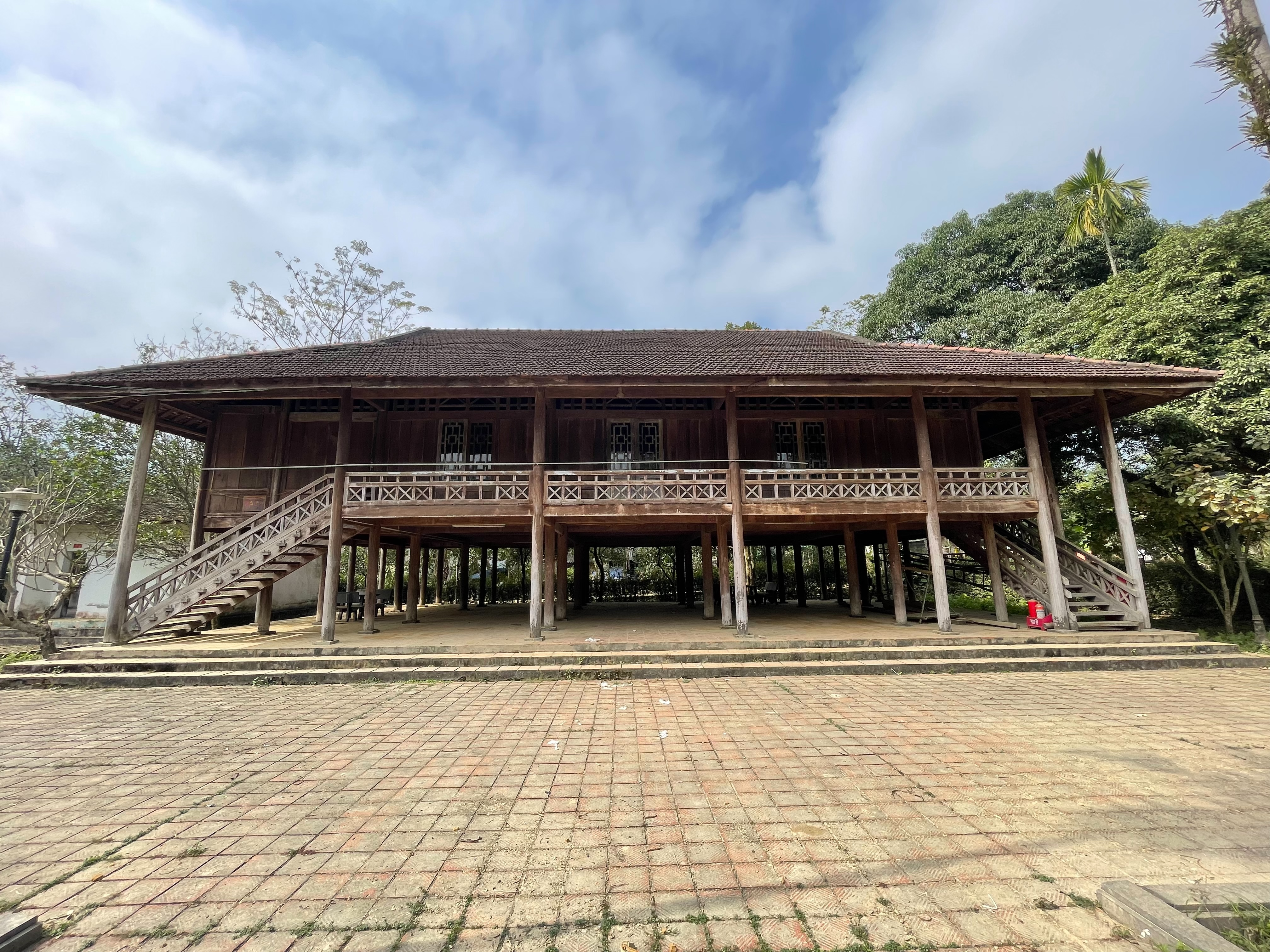
ヴィ・ヴァン・カン邸
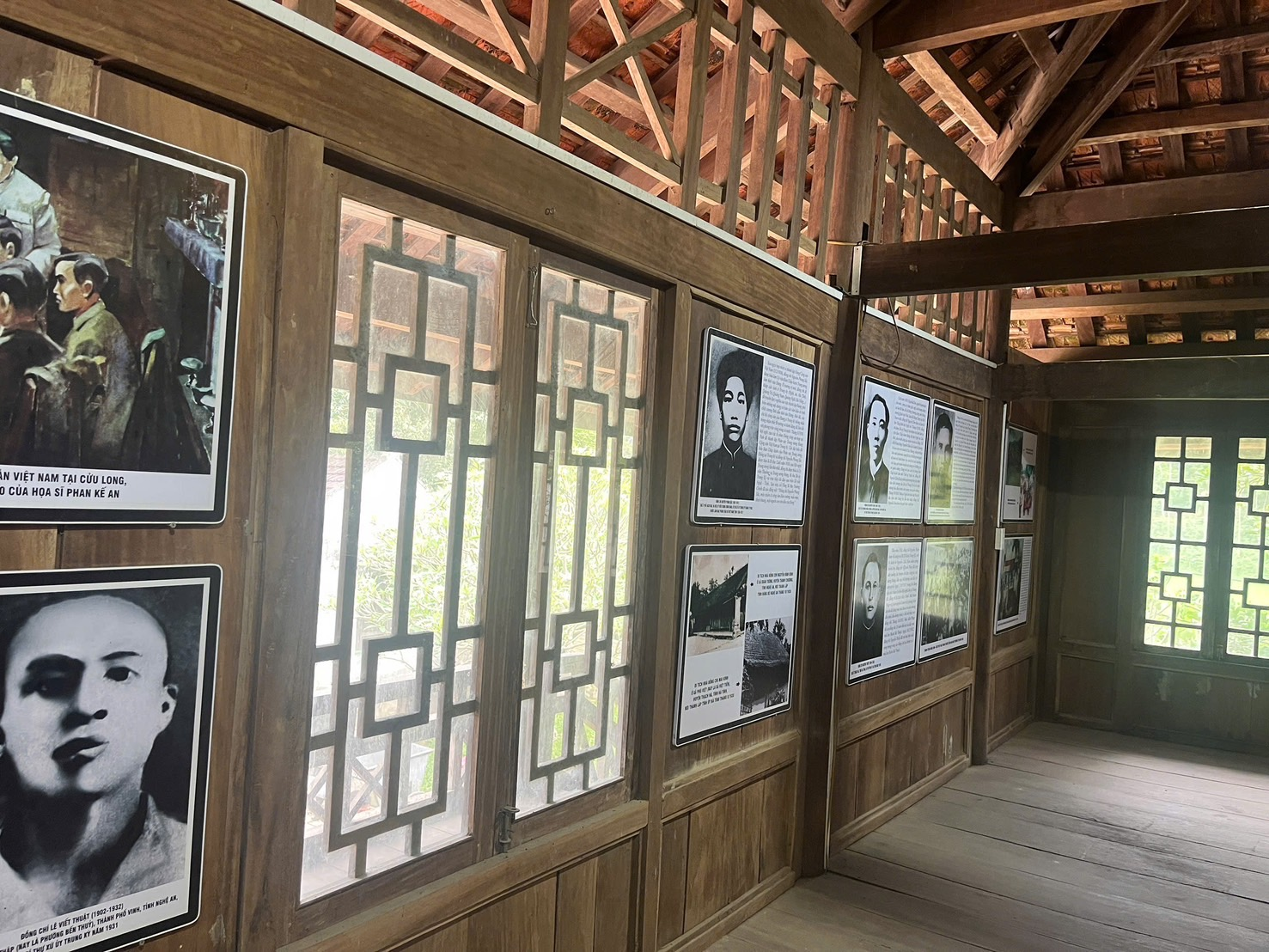
ヴィ・ヴァン・カン邸内部

プーマット国立公園に位置する、高さ150ｍの滝。タイ族の言葉では「ボーボー（Bo Bo）」または「ボックボー（Boc Bo）」と呼ばれており、「白い絹の帯」という意味がある。
- ファーライダム（ベトナム語：Đập Phà Lài）

プーマット国立公園に位置する、2000年から2002年にかけて農業用水、生活用水、観光資源としての活用を目的に開発された灌漑施設。「ファーライ」とはタイ族の言語で「模様のある崖」を意味する。
- モックの泉（ベトナム語：Suối Mọc）

イエンケー社に位置する湧水。玉皇大帝が天女を地上に遣わせる際にこの泉で身を浸したという伝承が残っている。
- ケサット寺（ベトナム語：Dền Khe Sặt）

リー・ニャット・クアンを祭る寺院。リー・ニャット・クアンの命日である旧暦12月16日、17日と旧暦の毎月1日、15日には地元の人々が祈りに訪れる。
- マニャイ功績記念碑（ベトナム語：Ma Nhai kỷ công bi văn）

マニャイ功績記念碑は、コンクオン県にあるタインナム山の岩壁に直接刻まれた碑文であり、1335年の冬に記された。これは、陳朝の陳明宗がアイラオ（現在のラオス周辺）の侵攻を防ぎ勝利したことを記念するものである。碑文の起草者は、学者であり官僚の阮忠彦によるものである。
- チャーラン要塞跡（ベトナム語：Dấu tích lịch sử thành Trà Lân）

現在のボンケー社には、明朝による第四次北属期（1407年～1427年）において明軍に協力的だったベトナム人将軍・カムバンが守備していたチャーラン要塞跡がある。この要塞は数千人の兵士を収容でき、ラム川に面するとともに周囲を山々に囲まれた自然の防御地形を備えていた。さらに深い堀と竹の柵で補強されており、防御性に優れていたとされる。しかし、黎利が指導する藍山蜂起軍に包囲され、最終的にカムバンは降伏を余儀なくされた。
- クアロ渓谷（ベトナム語：Danh thắng Cửa Rọ）

クアロ渓谷は周囲を山々に囲まれていることから、自然の要害として機能していた。藍山蜂起の際には、明軍がこの渓谷付近で兵力を集結させていたが、黎利はその動きを察知して待ち伏せ攻撃を仕掛け、勝利を収めたという伝承が伝わっている。また、ベトナム戦争期には、爆撃から逃れる住民の避難場所としても利用された。
- ヴィ・ヴァン・カン邸（ベトナム語：Nhà cụ Vi Văn Khang）

ヴィ・ヴァン・カン邸は、モンソン社タイホア村にある高床建物（高床住居）であり、歴史革命の遺跡である。1931年4月、ヴィバンカンが指導する共産党支部がモンソン社に設立される。ヴィ・ヴァン・カン邸は、革命活動の拠点となり、党員たちの会合や武器の隠匿、資料の印刷などが行われた。毎年4月には地元住民によって革命の先駆者として彼を讃える儀式が行われている。
- ケケム滝
- ファーライダム
- モックの泉
- ケサット寺
- マニャイ功績記念碑
- マニャイ功績記念碑の碑文
- ヴィ・ヴァン・カン邸
- ヴィ・ヴァン・カン邸内部